# Mezraya
Mezraya (arabe : مزراية) est un village situé sur la côte orientale de l'île de Djerba. Il est un arrondissement municipal de Houmt Souk et une imada formée avec le village de Ghizen.
Son nom est d'origine berbère, bien que ses habitants ne parlent plus que l'arabe de nos jours.

## Édifices

### Mosquées
Le village abrite les deux mosquées de Medrajen et Haouari. Cette dernière, fondée par le cheikh Ilyes Haouari qui passa sa jeunesse à l'étranger, est connue par le nom de Sidi Ghrib.
Deux autres mosquées côtières, Sidi Mehrez et Sidi Zekri, servaient de garde-côte. La dernière est caractérisée par ses coupoles et sa construction souterraine.

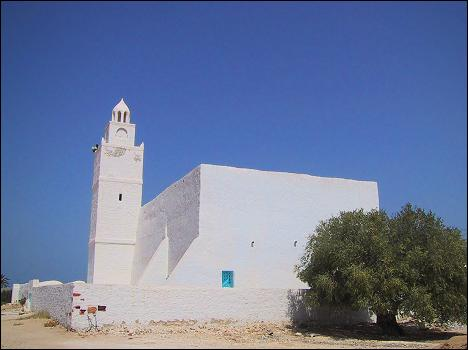
Mosquée de Medrajen
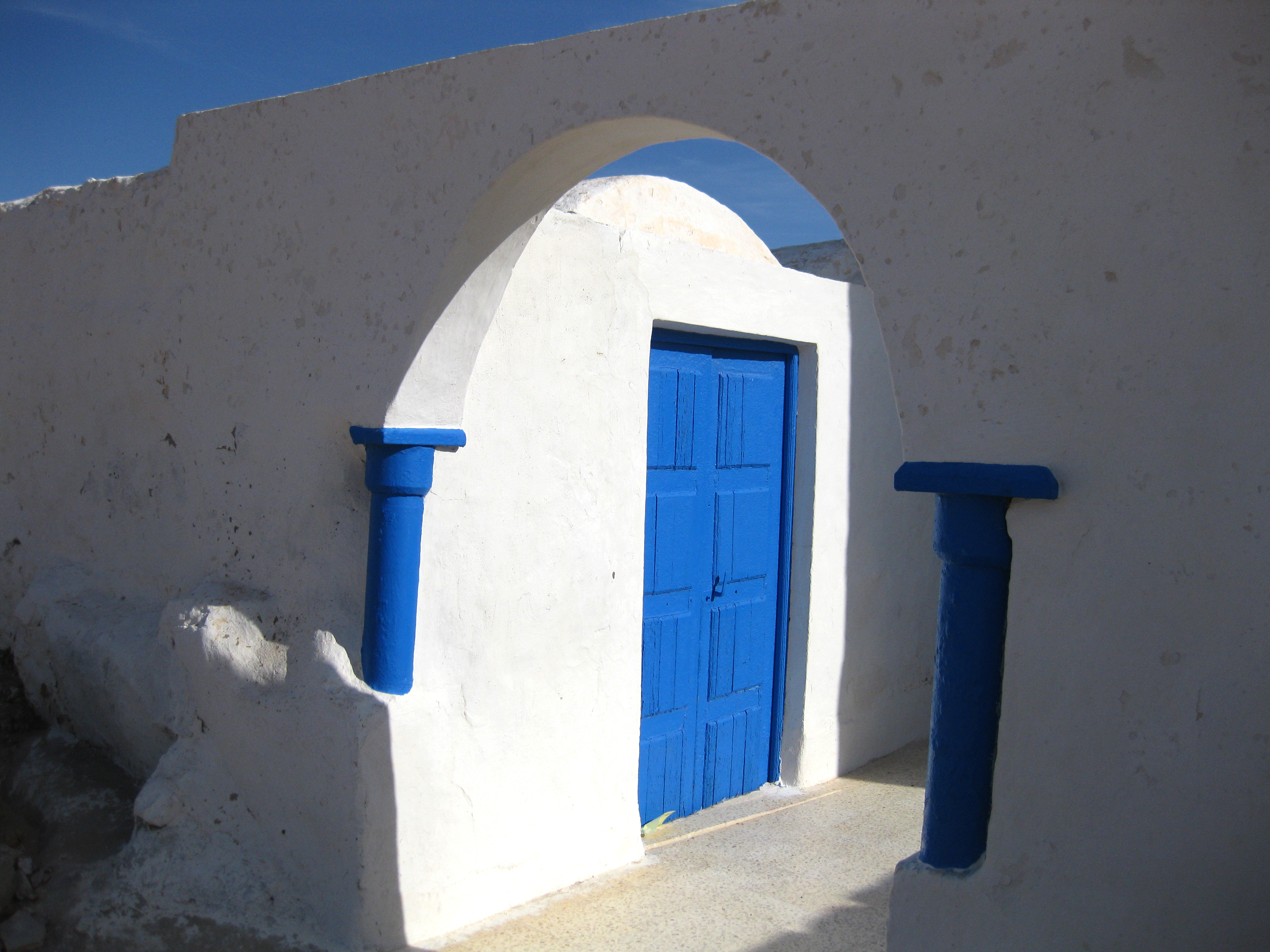
Vieille entrée de la mosquée Medrajen
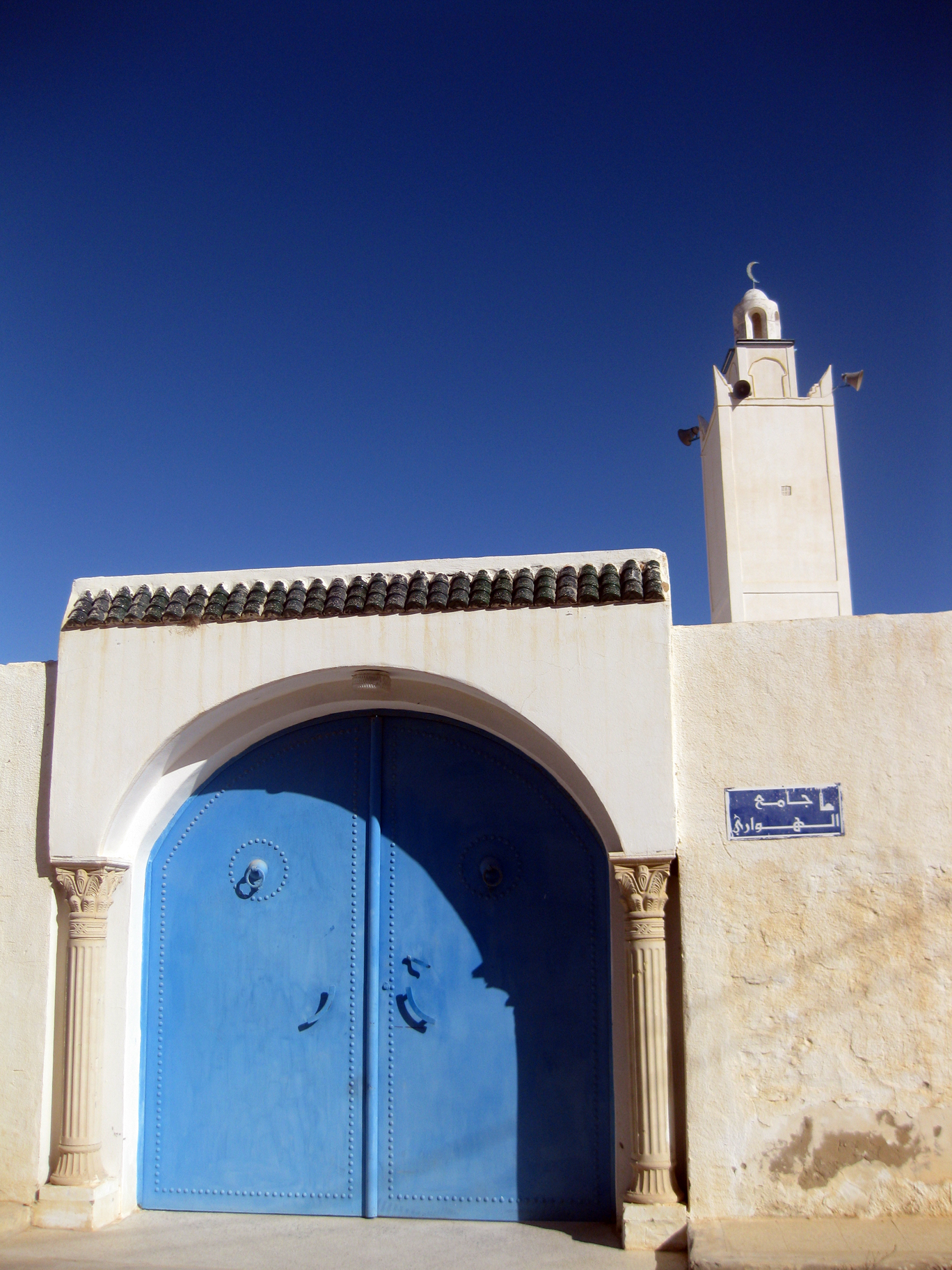
Portail de la mosquée Haouari
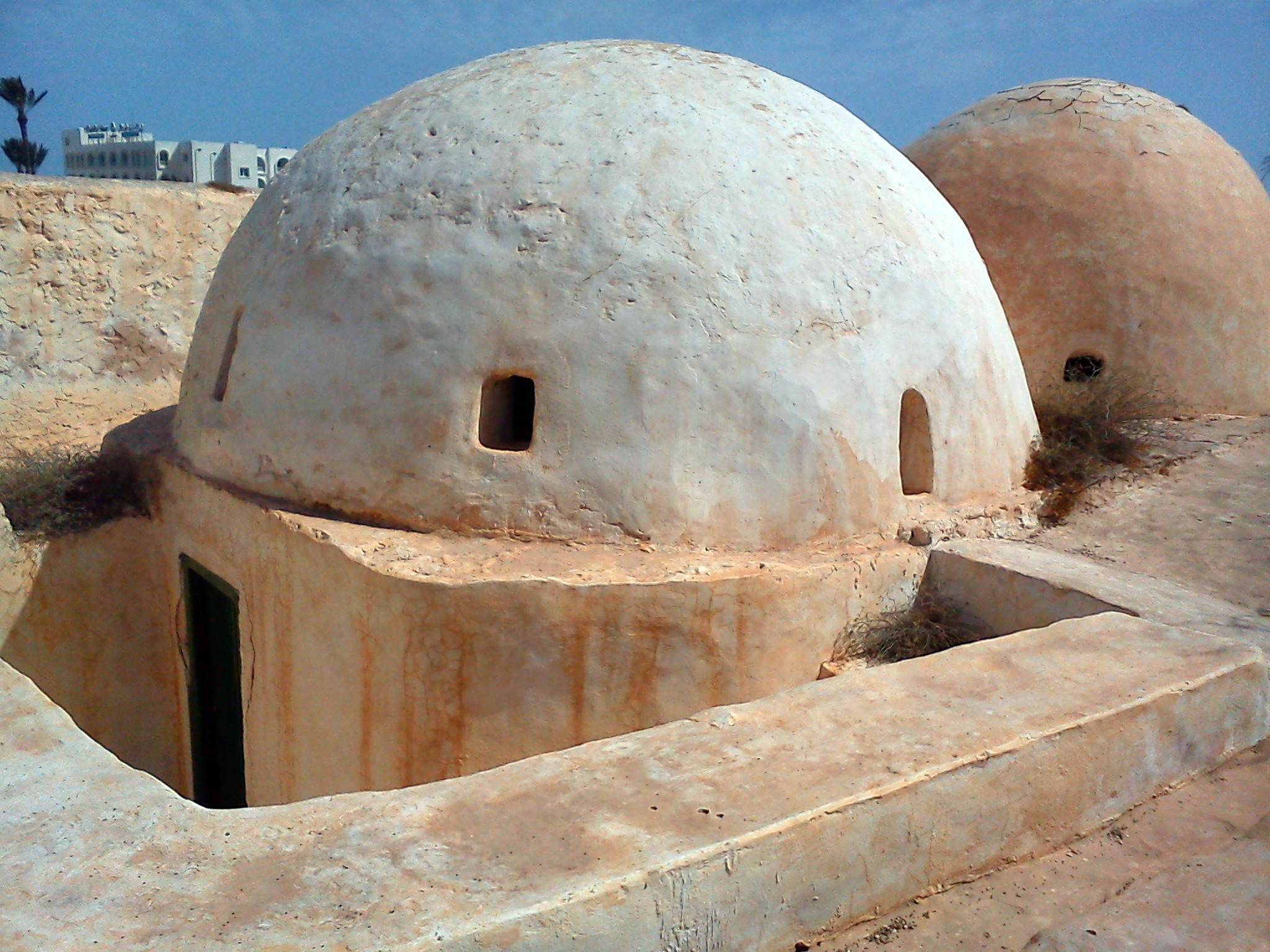
Sidi Zekri
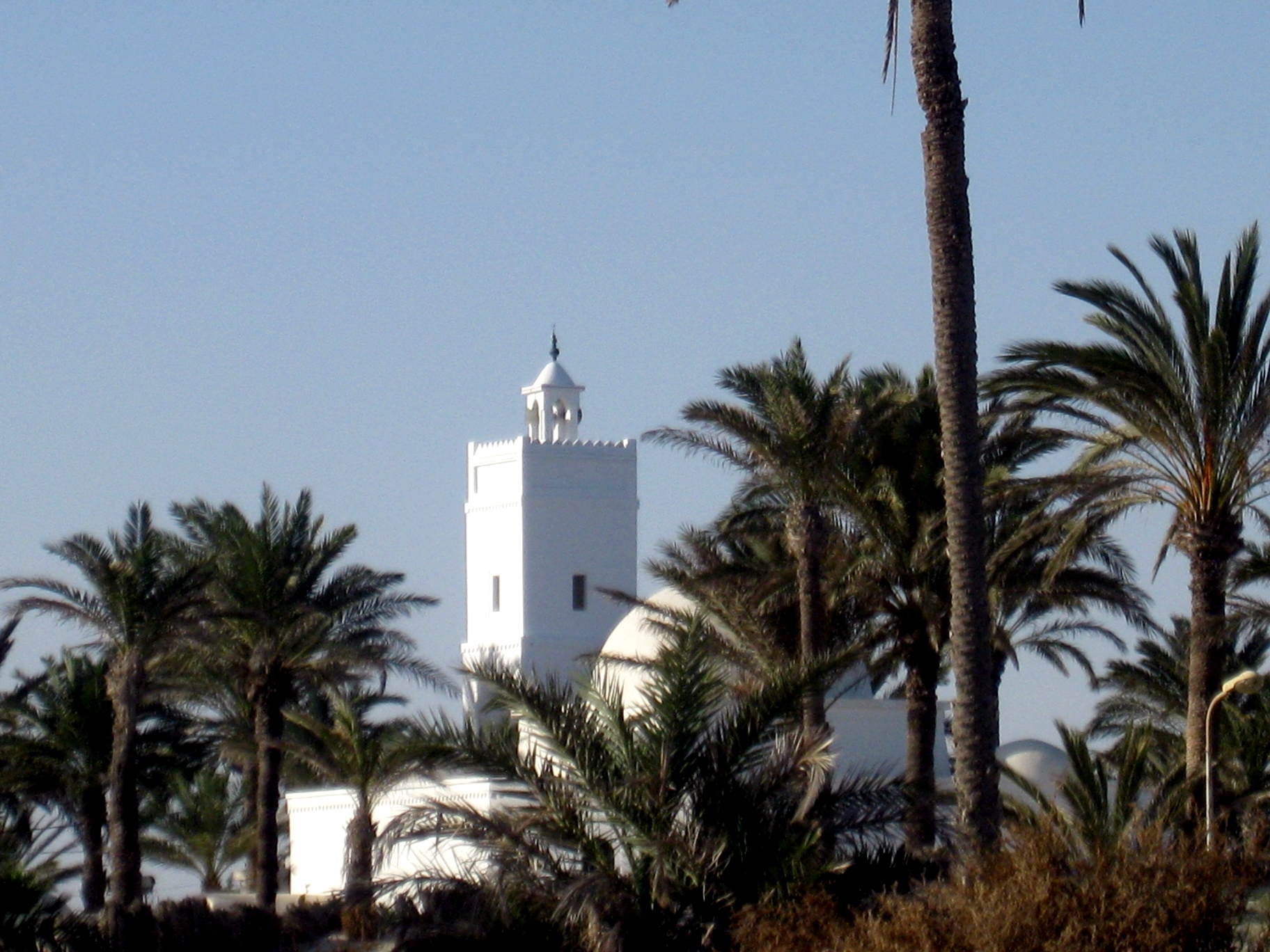
Sidi Mehrez

### Huileries souterraines

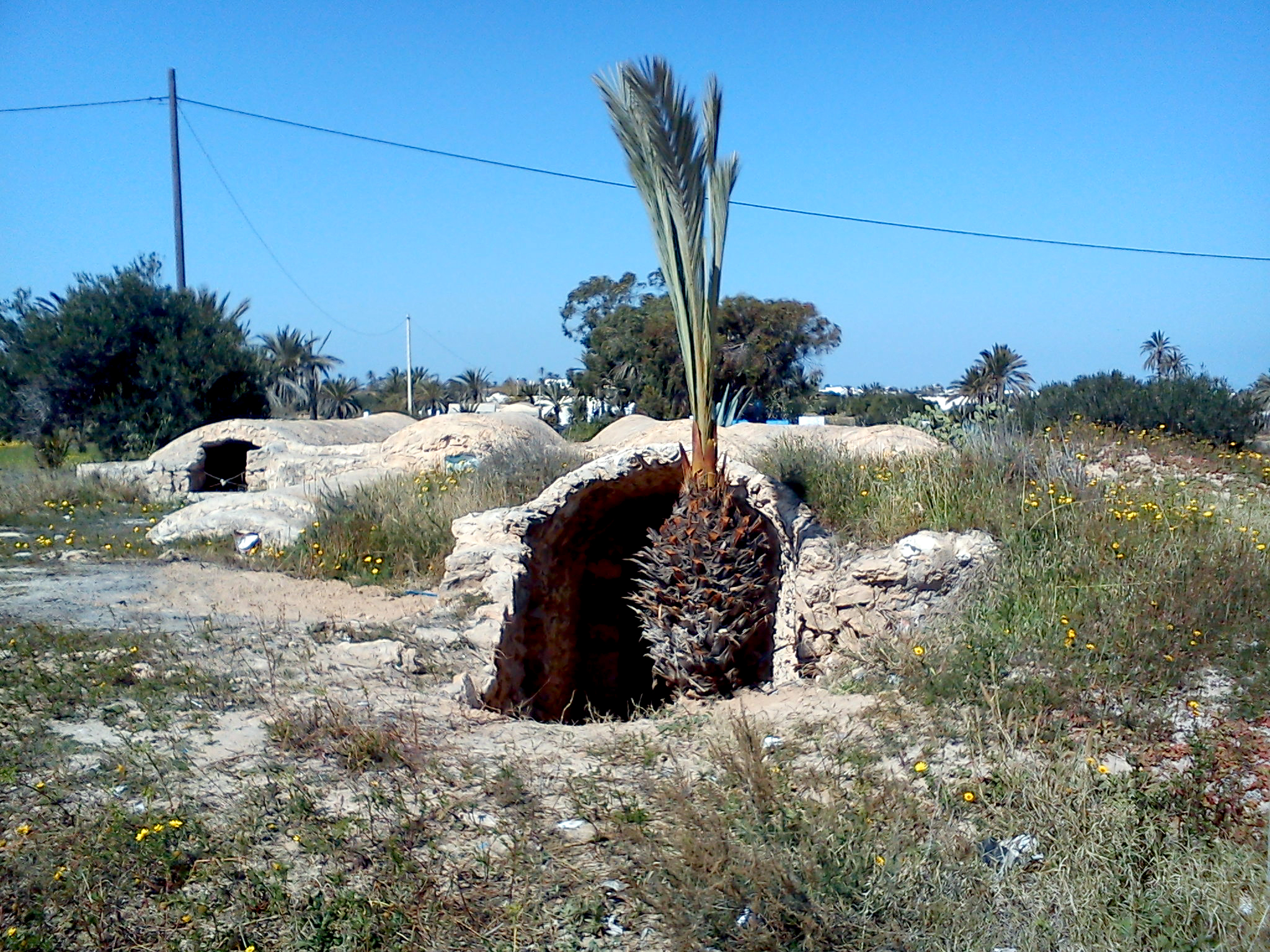
Huilerie de la famille Lajimi

On y trouve également deux huileries souterraines, propriétés privées des familles Lajimi et Bounouh. Seule l'huilerie Lajimi est accessible et reste en bon état.

## Culture
L'école primaire de Mezraya organise un festival intitulé « La Mémoire de Mezraya » ; il met en valeur le patrimoine vestimentaire, culinaire et marin de Djerba.

## Économie

### Agriculture

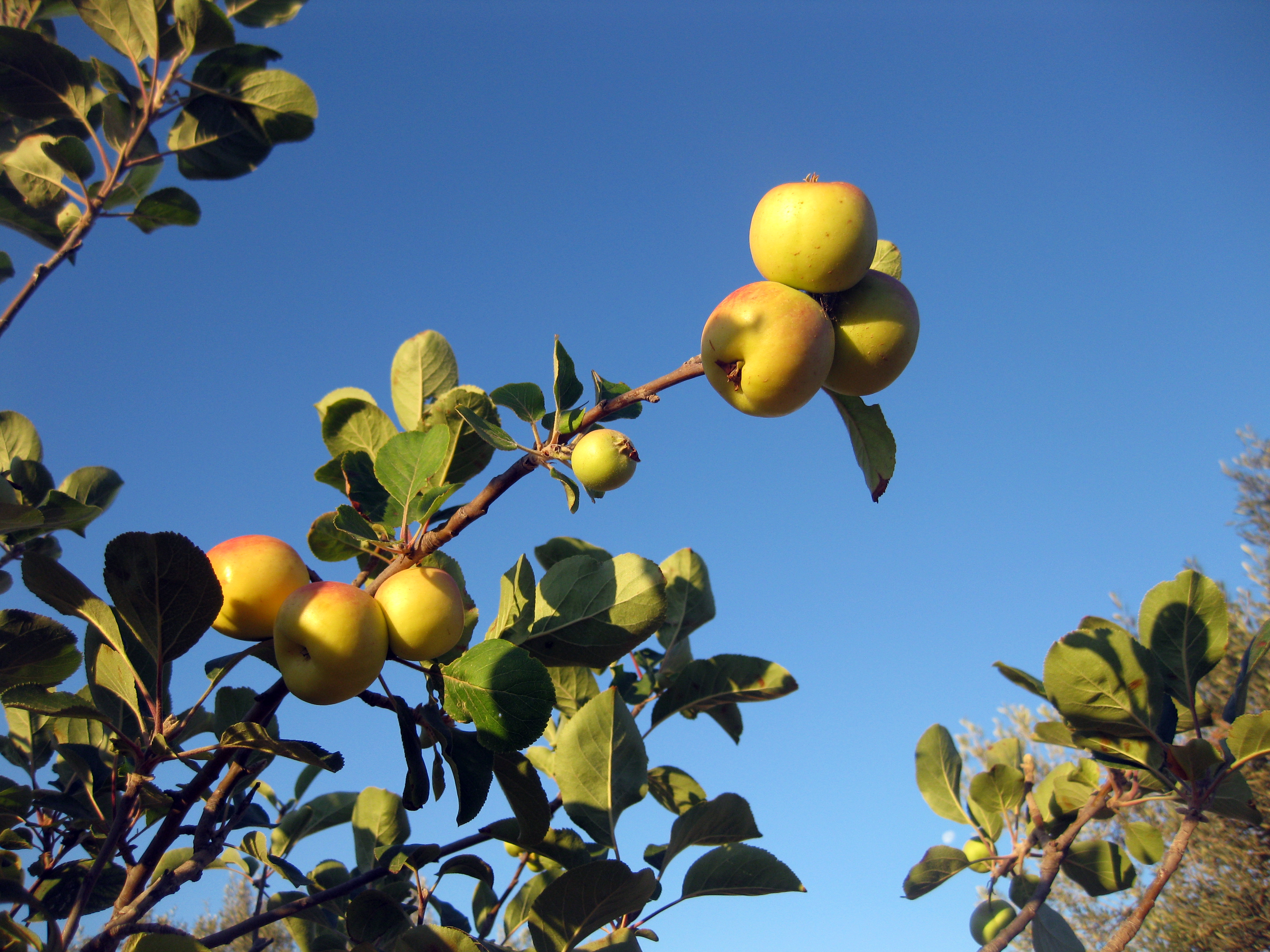
Pommier de Mezraya

Les terrains sableux de l'est de Mezraya, appelés Jnayen Chatt, étaient riches en pommiers et en vignes. Les pommes étaient le produit le plus apprécié et son exportation se faisait à travers un vieux port appelé Marsa de Teffah (Port des pommes).

### Tourisme

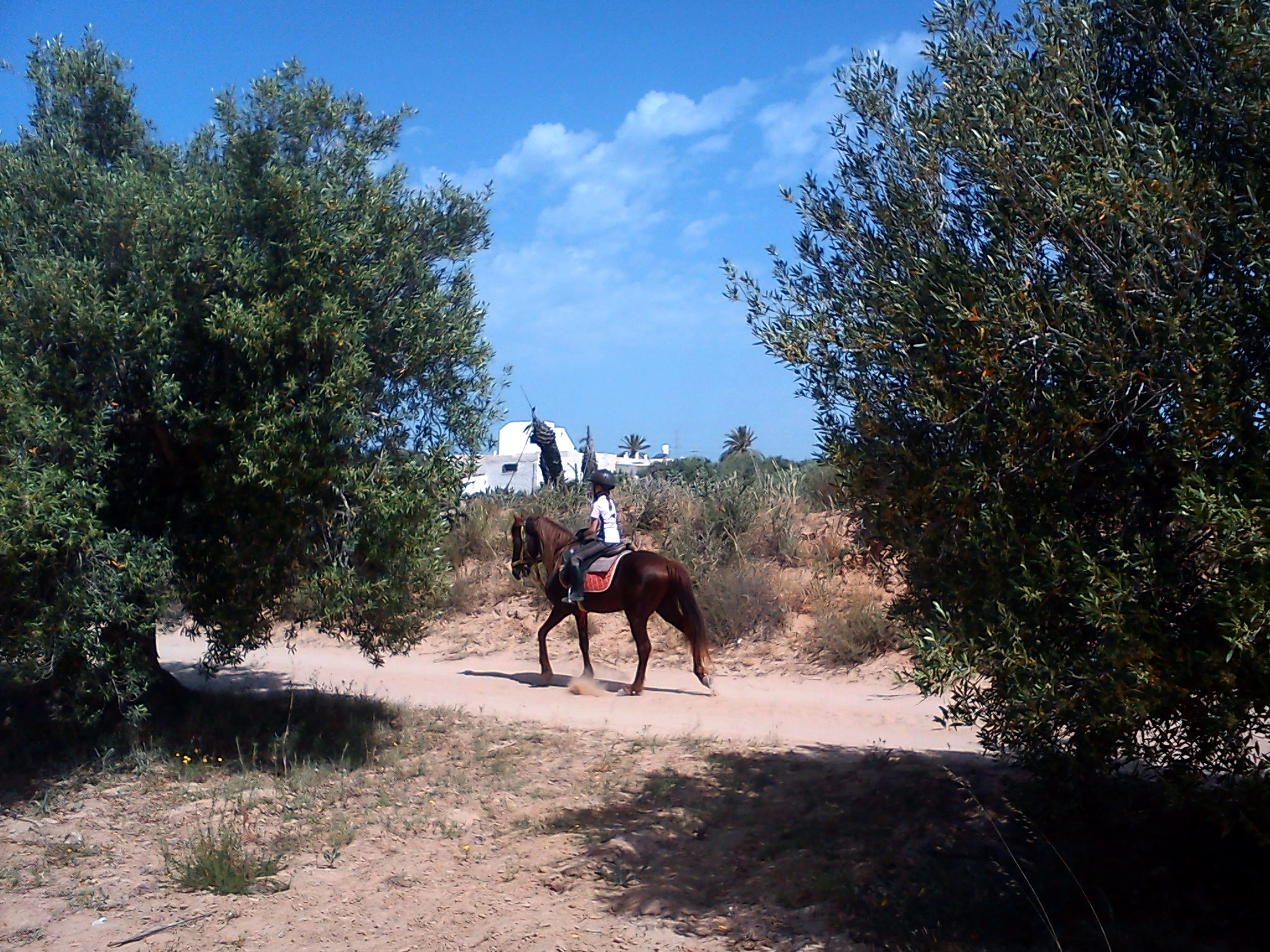
Jeune fille qui fait de l'équitation sur les pistes de Mezraya

Mezraya abrite les deux zones hôtelières de Sidi Mehrez et Sidi Zekri. Sa zone rurale accueille différents parcours de randonnées pédestres, à dos de chameaux ou en calèches, et des pistes équestres.